# Hugo Armando
Hugo Armando, né à Miami le 27 mai 1978, est un joueur de tennis américain, professionnel de 1997 à 2016.
Il a remporté son seul titre ATP en double à Delray Beach en 2007 aux côtés de Xavier Malisse.

## Palmarès

### Titre en double
| No | Date       | Nom et lieu du tournoi                                       | Catégorie   | Dotation  | Surface    | Partenaire     | Finalistes                  | Score             |          |
| -- | ---------- | ------------------------------------------------------------ | ----------- | --------- | ---------- | -------------- | --------------------------- | ----------------- | -------- |
| 1  | 28/01/2007 | Delray Beach International Tennis Championships Delray Beach | Int' Series | 391 000 $ | Dur (ext.) | Xavier Malisse | James Auckland Stephen Huss | 6-3, 64-7, [10-5] | Parcours |

## Parcours enGrand Chelem

### En simple
| Année | Open d'Australie | Open d'Australie | Internationaux de France | Internationaux de France | Wimbledon | Wimbledon | US Open         | US Open       |
| ----- | ---------------- | ---------------- | ------------------------ | ------------------------ | --------- | --------- | --------------- | ------------- |
| 2001  | —                | —                | —                        | —                        | —         | —         | 1er tour (1/64) | G. Ivanišević |
| 2005  | —                | —                | 1er tour (1/64)          | F. Vicente               | —         | —         | —               | —             |

N.B. : à droite du résultat se trouve le nom de l'ultime adversaire.

### En double
| Année | Open d'Australie           | Open d'Australie      | Internationaux de France | Internationaux de France | Wimbledon                 | Wimbledon        | US Open                          | US Open           |
| ----- | -------------------------- | --------------------- | ------------------------ | ------------------------ | ------------------------- | ---------------- | -------------------------------- | ----------------- |
| 2000  | —                          | —                     | —                        | —                        | —                         | —                | 1er tour (1/32) M. Sprengelmeyer | M. Damm D. Hrbatý |
| 2008  | 1er tour (1/32) X. Malisse | M. Gicquel F. Santoro | —                        | —                        | 1er tour (1/32) J. Levine | F. Gil D. Norman | —                                | —                 |

N.B. : le nom du ou de la partenaire se trouve sous le résultat ; le nom des ultimes adversaires se trouve à droite.